# Lild Strand
Lild Strand er en strand og et fiskerleje ved Skagerrak ca. 5 km vest for Bulbjerg og ligger ved nordpynten af Vigsø Bugt, der mod vest går ned til Roshage i udkanten af Hanstholm. Byen hører til Thisted Kommune og ligger i Region Nordjylland.
Indtil for ca. ti år siden var fiskerlejet et af de få steder, hvor de lyseblå fiskekuttere blev trukket op på stranden. I dag fisker blot en enkelt erhvervsfisker fra landingspladsen i Lildstrand foruden flere lystfiskere. 
Lildstrand Kirke var tidligere et bådehus, bygget i 1883, for redningsbåden ved Lildstrand, og blev først indviet som kirke i 1950. Stedet ligger mellem to Natura 2000-områder: Mod øst ligger Natura 2000-område nr. 16 Løgstør Bredning, Vejlerne og Bulbjerg, og mod vest område nr. 44 Lild Strand og Lild Strandkær, og det store områder af det omkringliggende landskab med klitter, hede, skov og søer er fredet . Mod syd og sydvest ligger Lild Klitplantage, der strækker sig langs kysten bag klitterne med både lyng, hedemose, enge, nåletræer, løvtræer, små søer med rørskov.
I sommeren 1901 tog maleren Emil Nolde ophold i strandfogedgården. Midt i en kunstnerisk og personlig krise søgte han en afklaring i det øde landskab.

## Storme i Lildstrand
I 1970 ramte en voldsom orkan Lildstrand, som ødelagde flere kuttere og områdets fiske- og spilhus og standsede fiskeriet i en årrække. I 1981 blev Lildstrand Fiskeri- og Spilhusforening oprettet med et nyt fiske- og spilhus, og fiskeriet blev genoptaget. 
Klog af skade fik man i 1986 midler til at bygge kystsikring i form af betonklodser vest og øst for landingspladsen.  
Lildstrand har flere gange i tiden efter været ramt af hårdt vejr, men ikke siden 1970 har det gamle fiskerleje været ramt af så stærk storm og ødelæggende bølger, som da stormen Urd ramte 26. december 2016. 
I dagene forud havde strid blæst fra nordvest presset vandstanden op ud for kysten. Da Urd ramte, betød den stærke storm og de øgede vandmængder, at en del af et sommerhus og flere meter af kysten røg i bølgerne umiddelbart øst for kystsikringen.
Flere husejere frygtede i tiden efter for deres huse og forsøgte at få Thisted Kommune og Kystdirektoratet til at skride til handling. Håbet var, at man kunne få udvidet kystsikringen omkring 700 meter længere østpå, så man ikke bare beskyttede egne huse, men også sikrede den lavtliggende bydel bag de truede huse fra lignende uvejr.

## Eksterne kilder og henvisninger
1. ↑  Om fredningen på Danmarks Naturfredningsforenings websider
2. ↑  Claus Grymer: Det blomstrende og det voldsomme Kristeligt Dagblad, 25. september 2009.

- Lild Strand visitthy.dk
- Lildstrand Kirke visitthy.dk

57°9′12.98″N 8°57′44.86″Ø / 57.1536056°N 8.9624611°Ø